# Chimarra batukaua
Chimarra batukaua är en nattsländeart som beskrevs av Malicky 1995. Chimarra batukaua ingår i släktet Chimarra och familjen stengömmenattsländor. Inga underarter finns listade i Catalogue of Life.